# Gerloubia bicuspidata
Gerloubia bicuspidata är en kvalsterart som först beskrevs av Hammer 1958.  Gerloubia bicuspidata ingår i släktet Gerloubia och familjen Parapirnodidae. Inga underarter finns listade i Catalogue of Life.